# Cytheropteron nodosoalatum
Cytheropteron nodosoalatum is een mosselkreeftjessoort uit de familie van de Cytheruridae. De wetenschappelijke naam van de soort is voor het eerst geldig gepubliceerd in 1973 door Neale & Howe.